# Peridea grahami
Peridea grahami är en fjärilsart som beskrevs av William Schaus 1928. Peridea grahami ingår i släktet Peridea och familjen tandspinnare. Inga underarter finns listade i Catalogue of Life.